# Luiz Alberto de Araújo
Luiz Alberto Cardoso de Araújo (Artur Nogueira, 27 de junho de 1987) é um atleta brasileiro, especializado no decatlo.

## Carreira
Foi recordista sul-americano da prova, com 8 276 pontos, conquistados no 31º Troféu Brasil/Caixa de Atletismo disputado em São Paulo, em junho de 2012. O antigo recorde (8 266) era de Pedro Ferreira da Silva, estabelecido em Eugene (Oregon), Estados Unidos, 25 anos atrás.
Luiz Alberto competiu nos Jogos Olímpicos de Verão de 2012, terminando em 19º lugar com 7 849 pontos.
Em 2015, ganhou a medalha de bronze nos Jogos Pan-Americanos de 2015, com 8 179 pontos . Competiu no Campeonato Mundial de Atletismo de 2015.
O recorde de Luiz Alberto foi batido em junho de 2013, por Carlos Chinin, com a marca de 8 393 pontos. 
Nos Jogos Olímpicos de Verão de 2016, entre as dez provas do decatlo, ele quebrou três recordes pessoais (7,48m no salto em distância, 48s14 nos 400m rasos, e 57,28m no lançamento de dardo) e terminou em décimo lugar com 8 315 pontos, sua melhor marca pessoal, e a melhor campanha de um brasileiro no decatlo em jogos olímpicos.